# Ujung Negoro
Ujung Negoro is een bestuurslaag in het regentschap Pekalongan van de provincie Midden-Java, Indonesië. Ujung Negoro telt 1960 inwoners (volkstelling 2010).